# Zacharie Myboto
Zacharie Myboto (* 1938, Omoï, Moanda) je gabonský politik a předseda opoziční politické strany Národní unie. V letech 1972 až 1990 působil jako administrativní tajemník vládnoucí strany Gabonské demokratické strany (PDG). V letech 1978 až 2001 zastával funkce ve vládě. Po své rezignaci působil jako vůdce opozice. V roce 2005 založil novou politickou stranu, Gabonskou unii pro demokracii a rozvoj (UGDD). Ve stejném roce kandidoval jako nezávislý kandidát v prezidentských volbách, v nichž skončil třetí. V roce 2007 se v Národním shromáždění stal předsedou parlamentní skupiny Skupina sil změny. V únoru 2010 se UGDD spojila s dalšími dvěma opozičními stranami a vytvořila Národní unii, jejímž předsedou se stal Myboto. V listopadu 2021 byla předsedkyní Národní unie zvolena Paulette Missambo, bývalá ministryně národního školství a zdravotnictví za bývalého prezidenta Omara Bonga Ondimby. 654 delegátů přijelo z celého Gabonu, aby vybrali nástupce Zacharieho Mybota.

## Politická kariéra

### Gabonská demokratická strana
Členem Gabonské demokratické strany se Myboto stal v roce 1968. Od září 1968 do května 1971 působil jako ředitel kabinetu ministra vod a lesů. Do předsednictva PDG byl zvolen na ustavujícím sjezdu strany v září 1970. Od května 1971 do listopadu 1972 zastával funkci generálního tajemníka Société Gabonaise de Marbrerie. V listopadu 1972 se stal administrativním tajemníkem PDG.
Od 4. února 1978 do 26. února 1980 působil jako státní tajemník odpovědný za informace a od února 1980 do roku 1981 pak jako ministerský delegát odpovědný za informace, pošty a telekomunikace. Poté byl v roce 1981 povýšen do funkce ministra informací, pošt a telekomunikací. Tuto funkci zastával do února 1990, kdy se stal ministrem veřejných prací, zařízení, výstavby a územního plánování. Po sedmnácti letech ve funkci administrativního tajemníka PDG tuto funkci v lednu 1990 opustil. V parlamentních volbách do Národního shromáždění konaných v září 1990 byl zvolen za PDG ve volebním obvodu department Lemboumbi-Leyou v provincii Haut-Ogooué.
V červnu 1991 se Myboto přesunul do funkce ministra pro zařízení a výstavbu a 25. března 1994 se stal státním ministrem pro zařízení a výstavbu. V parlamentních volbách v roce 1996 byl opět zvolen do Národního shromáždění za PDG.

### V opozici
Po 23 letech ve vládě, kdy byl považován za jednu z předních osobností režimu PDG, dne 11. ledna 2001 ze své vládní funkce rezignoval. V parlamentních volbách konaných v prosinci 2001 obhájil své křeslo v Národním shromáždění. Po svém odchodu z vlády, začal Myboto kritizovat režim. Byl vlastníkem novin L'Autre Journal, které vycházely pravidelně každé dva měsíce a zveřejňovaly články kritizující vládu. V prosinci 2003 bylo jejich vydávání pozastaveno Národní radou pro komunikaci. Důvodem pro tento krok bylo, že jejich obsah by mohl „narušit veřejný pořádek“. V březnu 2004 pak policie prohledala kanceláře novin.
Dne 30. dubna 2005 vystoupil Myboto z PDG a založil novou politickou stranu, Gabonskou unii pro demokracii a rozvoj (UGDD). Ve stejném okamžiku rezignoval i ze své funkce v Národním shromáždění. S odkazem na svou dlouhou historii působení ve vládě režimu PDG požádal lidi, aby mu odpustili chyby z minulosti.
Dne 9. října 2005 Myboto oficiálně oznámil svou kandidaturu v prezidentských volbách konaných 27. listopadu 2005. Myboto tvrdě kritizoval úřadujícího prezidenta Omara Bonga a tvrdil, že již v předchozích prezidentských volbách v roce 1998 zvítězil podvodem. Ve volbách v roce 2005 kandidoval Myboto jako nezávislý kandidát, protože UGDD nebyla před volbami ještě legalizována. Umístil se v nich na třetím místě a podle oficiálních výsledků získal 6,58 % hlasů. Po vítězství Bonga vyzval Myboto a Pierre Mamboundou, který ve volbách kandidoval za Gabonskou lidovou unii (UPG), ke generální stávce. Důvodem bylo tvrzení obou kandidátů, že Bongo ve volbách vyhrál podvodem. Později se oba oficiálně proti volebním výsledkům odvolali u soudu. Ústavní soud jejich žalobu 5. ledna 2006 zamítl a potvrdil vítězství Bonga.
Jako zástupce opozice byl Myboto členem komise pro reformu volebního procesu, která zahájila svou činnost v květnu 2006 a sestávala z dvanácti členů z řád vládnoucí koalice Prezidentská většina a dvanácti členů z řad opozice. V parlamentních volbách konaných v prosinci 2006 byl zvolen do Národního shromáždění za UGDD. Po volbách se v březnu 2007 stal předsedou parlamentní skupiny Skupina sil změny (GFC), která byla složena z poslanců z různých opozičních stran.

#### Události v roce 2009
Po smrti úřadujícího prezidenta Bonga dne 8. června 2009 vyjádřil Myboto soustrast jeho rodině a o Bongovi mluvil s úctou, s odkazem na jeho práci zajišťující „stabilitu a sociální mír“ v Gabonu. Dne 24. června 2009 se Myboto spolu s dalšími vůdci opozice setkal s prozatímní prezidentkou Rose Francine Rogombé. Po setkání oznámil, že podle jeho názoru je „fyzicky nemožné“, aby nové volby byly uspořádány v ústavním termínu do 45 dní. Potřebnou dobu na uspořádání voleb odhadoval na pět až šest měsíců. Dne 20. července oznámil Myboto svou kandidaturu ve volbách, které byly naplánované na 30. srpna 2009. Oznámil také, že v případě svého zvolení má v úmyslu v úřadu zůstat pouze po dobu jednoho volebního období.
V rozhovoru pro Radio France Internationale Myboto dne 24. srpna zopakoval svůj slib, že bude sloužit pouze jedno volební období v svého vítězství. Chtěl v té době uvést „Gabon na správnou cestu“, a poté by předal štafetu „řádně zvolenému a důvěryhodnému nástupci“. Myboto také chtěl reformovat ústavu, aby bylo možné zvolení do funkce prezidenta pouze dvakrát. Ve stejném rozhovoru vyjádřil vážné pochybnosti o spravedlnosti voleb s tím, že volební seznamy byly nehodnověrné. Přesto se vyjádřil, že je užitečné se voleb účastnit, tak aby bylo „všemožně zabráněno monarchii“. Na otázku co ho odlišuje od ostatních opozičních kandidátů odpověděl, že svým odstoupením z vlády v roce 2001 prokázal „svou odvahu říci ne zesnulému prezidentu Bongovi“ a zdůraznil také své „dlouholeté zkušenosti s řízením lidí a správou věcí veřejných“, které získal během svého působení ve funkci ministra.
Podle oficiálních výsledků se Myboto v prezidentských volbách umístil na čtvrtém místě se ziskem 3,94 % hlasů. Volby vyhrál syn zesnulého prezidenta Ali Bongo Ondimba. Spolu se všemi ostatními kandidáty (mimo Bonga) podepsal společné prohlášení, v němž označil výsledky voleb za zmanipulované.

#### Národní unie
Dne 30. prosince 2009 bylo oznámeno plánované vytvoření nové, sjednocené opoziční strany a jedním z vůdců opozice, kteří se na jejím založení podíleli byl i Myboto. Dne 10. února 2010 tak vznikla Národní unie (UN), vytvořená sloučením UGDD se dvěma menšími stranami, Africkým rozvojovým hnutím (MAD) a Národním republikánským shromážděním (RNR). Do strany vstoupili i mnozí nezávislý kandidáti, jež se účastnili prezidentských voleb v roce 2009. Byli jimi André Mba Obame, Casimir Oyé-Mba a Jean Eyeghé Ndong.
Po násilných nepokojích, které propukly po opětovném znovuzvolení Aliho Bonga Ondimby v roce 2016, byl Myboto jedním z opozičních vůdců, kteří byli na krátkou dobu zadrženi v ústředí volební kampaně Jeana Pinga.